# Élection présidentielle égyptienne de 2023
L'élection présidentielle égyptienne de 2023 est la cinquième élection présidentielle de l'histoire de l'Égypte. Initialement prévue en mars 2024, elle a lieu de manière anticipée du 10 au 12 décembre 2023.
Le président sortant, Abdel Fattah al-Sissi, est candidat à sa réélection, dans un contexte de sévère crise économique et de répression de l'opposition, qui le voit n'affronter que des candidats fantoches. Il l'emporte sans surprise dès le premier tour à une écrasante majorité des voix.

## Contexte

### Dictature d'al-Sissi

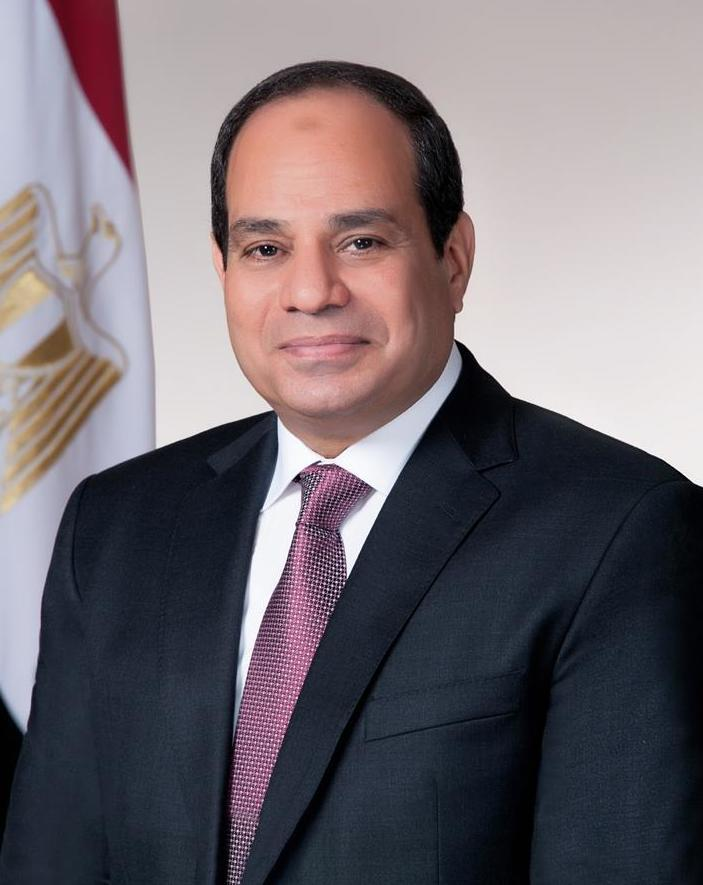
Abdel Fattah al-Sissi.

Le président Abdel Fattah al-Sissi est au pouvoir depuis un coup d'État en 2013. Militaire de formation devenu général de l'armée, il est le ministre de la Défense du premier président égyptien démocratiquement élu, l'islamiste Mohamed Morsi, lorsqu'éclate en juin 2013 un mouvement protestataire massif en réponse à la déclaration constitutionnelle de Morsi lui conférant la possibilité de légiférer par décret et d'annuler des décisions de justice. Opposé à la dérive autoritaire et islamiste du président, le mouvement finit par être récupéré par l'armée qui opère un coup d’État le 3 juillet 2013 destitue et arrête Mohamed Morsi, et abroge la Constitution de 2012. Les Frères musulmans, liés au Parti de la liberté et de la justice de Morsi, font quant à eux l'objet d'une purge généralisée qui voit la mort et l'emprisonnement de milliers d'opposants au nouveau régime tandis que plusieurs centaines d'autres auraient « disparu »,. Après avoir été élevé au grade de Maréchal et fait voter par référendum une nouvelle constitution, Abdel Fattah al-Sissi démissionne de l'armée pour se présenter à l'élection présidentielle de mai 2014, qu'il remporte avec près de 97 % des voix lors d'un scrutin entaché de fraude électorale,,.
Le nouvel homme fort du pays réinstaure dès sa prise de pouvoir un régime autoritaire qualifié de dictature,,. Les médias égyptiens sont tous rapidement réduits au silence. Les responsables de plusieurs ONG égyptiennes sont menacés de mort et obligés de quitter le pays. Amnesty International note aussi un « recours généralisé à la torture en détention ». Des lois liberticides sont mises en place, notamment celle condamnant à de fortes amendes les médias et les journalistes qui mettraient en doute les communiqués officiels du gouvernement, ou encore celle interdisant les manifestations sans accord du régime sous peine de prison. L'homosexualité est également réprimée par le régime ; des homosexuels sont arrêtés, torturés ou condamnés à des peines de prison,,. Les athées sont également persécutés, et certains perdent la garde de leurs enfants, le régime durcissant les lois les visant.
Al-Sissi est réélu en mars 2018 dans des conditions similaires à celles de 2014, avant de procéder un an plus tard à une nouvelle révision constitutionnelle par référendum, qui augmente significativement les pouvoirs présidentiels, déjà importants, et allonge notamment le mandat présidentiel de quatre à six ans malgré une clause interdisant toute modification de la durée et du nombre de mandats. Celui en cours est lui même prolongé de deux ans, tandis que la révision permet exceptionnellement à al-Sissi d'en effectuer un troisième malgré la limite constitutionnelle à deux mandats. Ces modifications permettent ainsi au président égyptien d'être en mesure de se maintenir au pouvoir jusqu'en 2030, au lieu de 2022,. Les élections législatives de 2020 consacrent une nouvelle fois la mainmise du Parti pour l'avenir de la nation, lié aux forces armées et soutenant le président Abdel Fattah al-Sissi, sur le parlement redevenu bicaméral.

### Crise économique et convocation anticipée

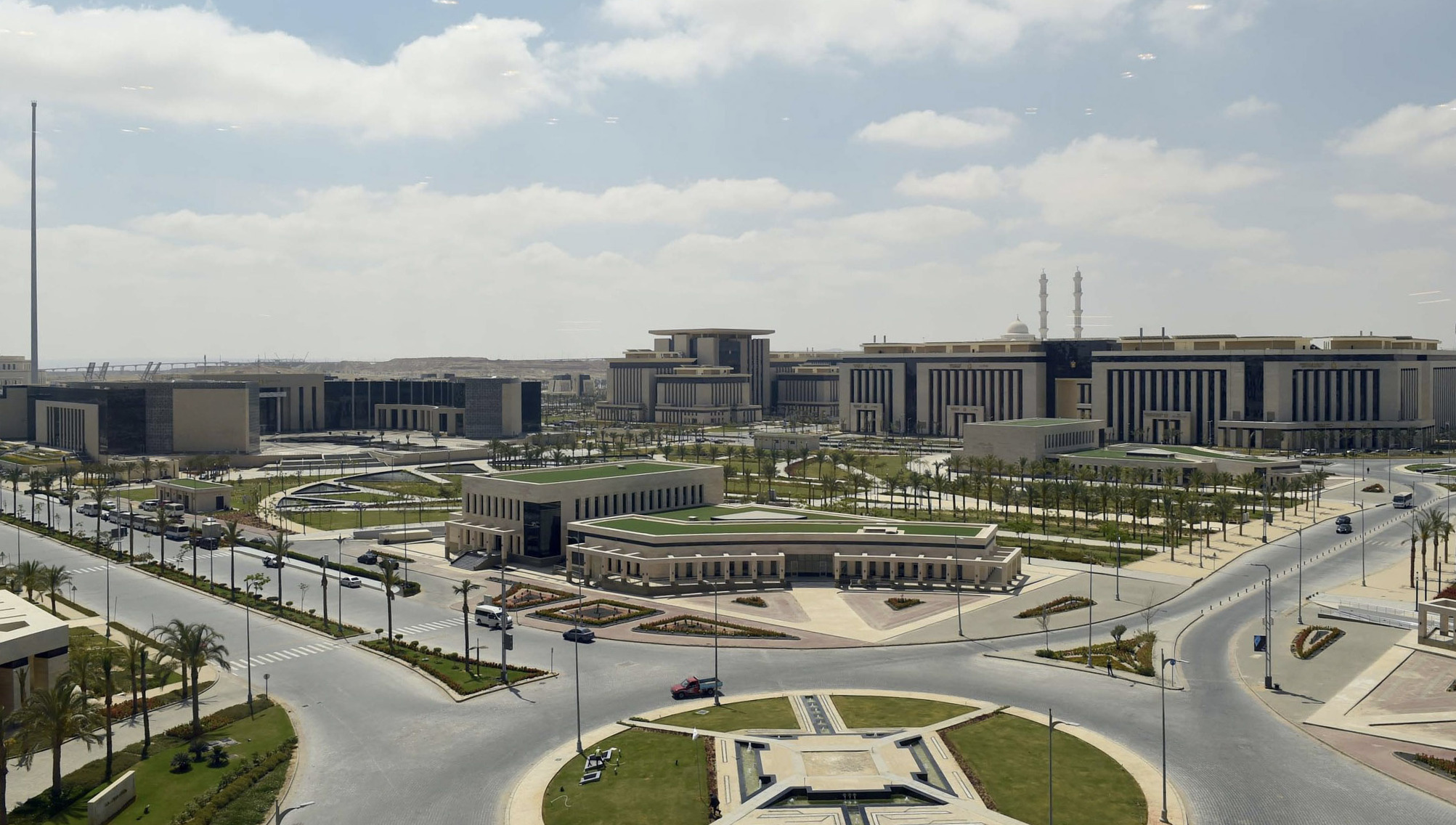
Quartier gouvernemental de la Nouvelle capitale égyptienne.

L’Égypte est confrontée depuis 2022 à une grave crise économique accompagnée d'une sévère inflation qui provoque des pénuries et voit la livre égyptienne perdre la moitié de sa valeur entre mars 2022 et janvier 2023,. La crise intervient dans le contexte d'une forte hausse de l'inflation au niveau mondial provoquée par la crise économique liée à la pandémie de Covid-19 ainsi que de la crise énergétique qui en découle, puis par le déclenchement en février 2022 de l'invasion de l'Ukraine par la Russie. La situation est aggravée par la politique du gouvernement qui favorise la présence de l'armée dans l'économie et consacre une part importante du budget à la construction de la Nouvelle capitale égyptienne et au doublement du canal de Suez, projets phare du président al-Sissi,,. En 2023, 30 % de la population vit sous le seuil de pauvreté, tandis que 30 % de plus est considérée à risque de s'y retrouver.
Déjà confronté à un important déficit de sa balance commerciale qui voit la dette du pays tripler de 2013 à 2023, l'économie du pays est durement touchée, provoquant un manque de devise qui contraint le gouvernement à procéder à la vente d'entreprises et d'actions de l’État. Ces privatisations peinent cependant à contenir la hausse du service de la dette, qui atteint la moitié du montant du budget de 2023. Selon l'agence de notation Moody's, l'Égypte figure cette année là parmi les cinq économies les plus susceptible de tomber en défaut de paiement vis-à-vis de sa dette extérieure,.
Initialement prévue en mars 2024, l'élection présidentielle est finalement convoquée de manière anticipée du 10 au 12 décembre 2023 par la Commission électorale, qui l'annonce le 25 septembre précédent. La période de campagne officielle débute quant à elle le 8 novembre. La réélection d'al-Sissi est alors jugée certaine par les observateurs et l'opposition, la répression de cette dernière ne permettant l'émergence que de candidats fantoches en réalité loyaux envers un pouvoir s'en servant comme un simulacre de pluralisme,.

## Mode de scrutin
Le président de la république arabe d'Égypte est élu au scrutin uninominal majoritaire à deux tours pour un mandat de six ans, renouvelable une seule fois de manière consécutive. Si aucun candidat ne recueille la majorité absolue des suffrages exprimés au premier tour, un second est convoqué entre les deux candidats arrivés en tête au premier. Celui des deux recueillant le plus de suffrages l'emporte.
Les candidats à la présidence doivent être âgés d'au moins quarante ans au jour du dépôt de leur candidature, posséder la nationalité égyptienne et être nés de parents eux-mêmes égyptiens. Ni les candidats, ni leurs conjoints, ni leurs parents ne doivent posséder ou avoir possédé d'autre nationalité. Ils doivent également être en pleine possession de leurs droits civiques et avoir effectué leur service militaire ou en avoir été exemptés dans les conditions définies par la loi.
Les candidatures à la présidence ne sont valides qu'avec les signatures de soutien d'au moins vingt membres de la Chambre des représentants, ou d'un minimum de 25 000 inscrits sur les listes électorales, à raison d'au moins 1 000 signatures dans au moins 15 des 27 Gouvernorats. Dans les deux cas, une même personne ne peut soutenir qu'un seul candidat à la fois.
S'il est membre d'un parti politique, le candidat élu doit le quitter avant sa prestation de serment, la constitution imposant au président de la république de ne pas avoir d'affiliation partisane.

## Candidats

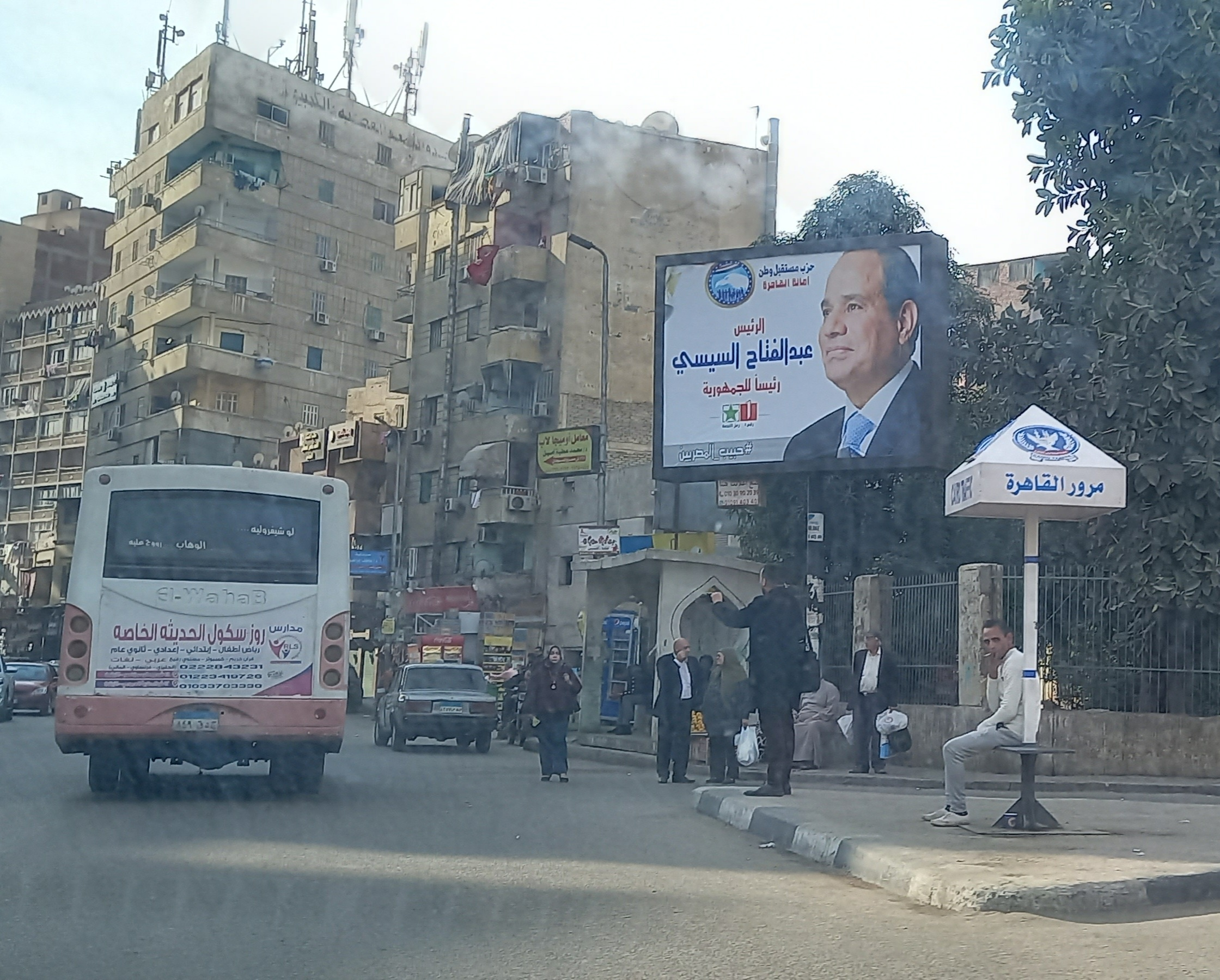
Panneau électoral d'al-Sissi au Caire.

Le président sortant fait face à trois autres candidats tolérés par le pouvoir, l'existence d'un « pluralisme » étant mise en scène afin de satisfaire la communauté internationale. Tout trois sont ainsi dépourvu d'ancrage populaire mais bénéficient des parrainages de députés à l'appel du président al-Sissi lui même. Deux d'entre eux, Abdel-Sanad Yamama et Hazem Omar — respectivement candidats du Parti Wafd et du Parti populaire républicain — sont des soutiens direct du président, tandis que le troisième candidat, Farid Zahran, est à la tête du Parti social-démocrate égyptien — une formation de l'opposition tolérée — ce qui lui vaut d'être considéré comme « semi-dissident ».
Seul véritable candidat d'opposition, l'ancien dirigeant du Parti de la dignité Ahmed Al-Tantawi se voit contraint de renoncer à sa candidature après l'échec de sa collecte de signatures de soutiens d'électeurs. N'ayant officiellement réuni que 14 000 signatures sur les 25 000 exigées, Ahmed Al-Tantawi dénonce les entraves du gouvernement qui procède à l'arrestation de ses partisans, prétexte une panne de système tout en enregistrant les soutiens des autres candidats, et finit par bloquer l'accès au bureau d'enregistrement. Son téléphone portable est par ailleurs mis sous écoute via le logiciel espion Prédator.
L'absence de candidats de l'opposition n'empêche pas le gouvernement de durcir la répression dans les mois précédant le scrutin, qui voient l'arrestation de près de 200 opposants dont Ahmed Al-Tantawi,. Le président al-Sissi met quant à lui à profit la situation internationale pour faire oublier son bilan économique, le déclenchement début octobre de la guerre entre Israël et le Hamas lui permettant de se présenter en médiateur du conflit,.

## Résultats
| Candidats                | Candidats                | Partis                      | Premier tour | Premier tour |
| Candidats                | Candidats                | Partis                      | Voix         | %            |
| ------------------------ | ------------------------ | --------------------------- | ------------ | ------------ |
|                          | Abdel Fattah al-Sissi    | Indépendant                 | 39 702 451   | 89,65        |
|                          | Hazem Omar               | Parti populaire républicain | 1 986 352    | 4,49         |
|                          | Farid Zahran             | Parti social-démocrate      | 1 776 902    | 4,01         |
|                          | Abdel-Sanad Yamama       | Parti Wafd                  | 822 606      | 1,86         |
|                          |                          |                             |              |              |
| Votes valides            | Votes valides            | Votes valides               | 44 288 361   | 98,91        |
| Votes blancs et nuls     | Votes blancs et nuls     | Votes blancs et nuls        | 489 307      | 1,09         |
| Total                    | Total                    | Total                       | 44 777 668   | 100          |
| Abstention               | Abstention               | Abstention                  | 22 245 770   | 33,19        |
| Inscrits / participation | Inscrits / participation | Inscrits / participation    | 67 023 438   | 66,81        |

## Analyse
L'annonce des résultats a lieu le 18 décembre 2023. Les autorités égyptiennes annoncent une victoire écrasante du président sortant avec un taux de participation record, supérieur à celui enregistré en 2012 aux lendemains de la Révolution. Le scrutin est ainsi qualifié par les médias égyptiens de « grande victoire de la volonté du peuple », lequel aurait été motivé à aller voter en raison de « l'état de stabilité et de sécurité » du pays.
L'opposition dénonce quant à elle une « farce électorale » entachée par l'intimidation des opposants et les pratiques de corruption. De nombreux électeurs interrogés à l'entrée des bureaux de vote reconnaissent ainsi avoir été payés par des partis acquis au pouvoir entre 200 et 300 livres égyptiennes pour venir voter. Les forces de l'ordre auraient par ailleurs pratiqué l'envoi de force dans les bureaux de vote de citoyens en attente devant des arrêts de bus ou des gares ferroviaires. Les fonctionnaires étaient quant à eux contraints de prouver leur participation au vote en montrant leur doigt marqué par l'encre électorale.

## Suites
L'investiture a lieu le 2 avril 2024, la présidentielle devant avoir lieu entre 90 et 120 jours avant la fin du mandat présidentiel, écourtant de fait le second mandat d'al-Sissi.